# Barend Biesheuvel
Barend Willem Biesheuvel  (5. dubna 1920 – 29. dubna 2001) byl nizozemský pravicový politik, z dnes již nefunkční Antirevoluční strany (jež splynula se stranou Křesťanskodemokratická výzva). V letech 1971–1973 byl premiérem Nizozemska. V letech 1963–1967 zastával souběžně dva ministerské posty, byl ministrem zemědělství a ministrem pro Surinam a Nizozemské Antily. Ve stejné době byl prvním místopředsedou vlády.